# 6110 Kazak
6110 Kazak (1978 NQ1) là một tiểu hành tinh vành đai chính được phát hiện ngày 4 tháng 7 năm 1978 bởi L. I. Chernykh ở Đài vật lý thiên văn Crimean.